# Joaquín Bezos
Joaquín Bezos Herrero (Buenos Aires, 13 marzo 1910 – ...) è stato un calciatore argentino, di ruolo difensore.

## Caratteristiche tecniche
Giocava come difensore centrale sinistro.

## Carriera

### Club
Bezos entrò per la prima volta nella rosa del River Plate nel 1929. Fungeva prevalentemente come riserva di altri difensori centrali, quali Cuello, Vassini, Iribarren e Carlos Santamaría. A causa di questa sua condizione, giocò pochi incontri nel corso delle annate da lui trascorse al River Plate: tra questi, 6 furono disputati nella prima stagione professionistica argentina, quella del 1931. Nel 1932 partecipò alla vittoria della sua squadra nel campionato 1932; lo stesso fece nel biennio 1936-1937. Nel 1938 passò dal River al Defensores de Belgrano e, così facendo, dalla prima alla seconda serie argentina. Fu quella la sua ultima stagione da giocatore.

## Palmarès

### Club

#### Competizioni nazionali
- Campionato argentino: 3

River Plate: 1932, 1936, 1937
- Copa Ibarguren: 1

River Plate: 1937